# Julie Cox
Pour les articles homonymes, voir Cox.
Julie Cox est une actrice anglaise, née le 15 septembre 1973 à Ely en Angleterre.

## Biographie
Après plusieurs petits rôles pour la télévision ou le cinéma, elle incarne la princesse Irulan dans la mini-série Dune en 2000, qu'elle reprend trois ans plus tard dans Les Enfants de Dune.

## Filmographie

### Cinéma
- 1993 : Franz Kafka's It's a Wonderful Life de Peter Capaldi : Une fille à la fête
- 1994 : L'Histoire sans fin 3 : Retour à Fantasia de Peter MacDonald : L'impératrice
- 1995 : Das sprechende Grab (de) de Marijan D. Vajda (de) : Melissa Kramer
- 1998 : Alegría de Franco Dragone : Giulietta
- 1998 : Woundings (en) de Roberta Hanley : Angela
- 1999 : Le Voyage de Félicia d'Atom Egoyan : Marcia Tibbits
- 2001 : The War Bride (en) de Lyndon Chubbuck : Sophie
- 2003 : The Death of Klinghoffer de Penny Woolcock (en) : Hannah jeune
- 2005 : 1520 par le sang du glaive de Simon Aeby (de) : Margaretha
- 2006 : Ultime Menace de Simon Fellows : Michelle Whitman
- 2006 : Almost Heaven de Shel Piercy : Hilary Wooler
- 2007 : The Riddle (en) de Brendan Foley (en) : Kate Merrill
- 2008 : Crimes à Oxford d'Álex de la Iglesia : Beth
- 2018 : 2036 Origin Unknown (en) de Hasraf Dulull (en) : Lena Sullivan

### Télévision
- 1992 : Une maman dans la ville (téléfilm) : Betsy
- 1995 : La Vie de Marianne (série télévisée) : Mademoiselle Varthon
- 1995 : Tears Before Bedtime (série télévisée) : Katherine
- 1996 : Les contes de la crypte (Tales from the Crypt) (série télévisée) : Marlys
- 1995 : Zoya : Les Chemins du destin (téléfilm) : Maria
- 1996 : L'Anneau de Cassandra (The Ring) (téléfilm) : Giselle
- 1996 : Princess in Love (it) (téléfilm) : Princesse Diana
- 1997 : 20000 Leagues Under the Seas (en) (téléfilm) : Sophie
- 1999 : The Scarlet Pimpernel (en) (série télévisée) : Helene de Rochambeau
- 2000 : Dune (série télévisée) : Princesse Irulan Corrino
- 2000 : David Copperfield (en) (téléfilm) : Dora Spenlow
- 2002 : King of Texas (téléfilm) : Claudia Lear
- 2002 : An Angel for May (it) (téléfilm) : Alison
- 2002 : Emma Brody (The American Embassy) (série télévisée) : Fiona Humphrey
- 2003 : Les Enfants de Dune (Children of Dune) (série télévisée) : Irulan Corrino-Atreides
- 2003 : MI-5 (série télévisée) : Maxi Baxter
- 2003 : Hercule Poirot (série télévisée, épisode Cinq petits cochons) : Elsa Greer
- 2003 : Byron (en) (téléfilm) : Annabella Milbanke
- 2004 : Miss Marple, Meurtre au presbytère (Marple: The Murder at the Vicarage) (téléfilm) : Miss Marple jeune
- 2006 : Nostradamus (téléfilm) : Gemelle
- 2007 : Holby Blue (en) (série télévisée) : Mandy French
- 2008 : Flics toujours (New Tricks) (série télévisée) : Jacinta Felspar
- 2012 : Inspecteur Lewis (série télévisée, saison 6 épisode 2 : Une génération de vipère) : Miranda Thornton

## Distinctions
- 2003 : Bronze Wrangler du meilleur long métrage pour King of Texas